# Lo Coll (Torallola)
Lo Coll és una collada situada a 724,3 metres d'altitud en el terme municipal de Conca de Dalt (antic terme de Toralla i Serradell), al Pallars Jussà, en territori del poble de Torallola.
Es troba al costat nord-oest de Torallola, al nord de la partida de Perico, a llevant de les Comes.